# Cholius luteolaris
Cholius luteolaris is een vlinder uit de familie grasmotten (Crambidae). De wetenschappelijke naam is voor het eerst geldig gepubliceerd in 1772 door Scopoli.
De soort komt voor in Europa.